# Canfield, Ohio
Canfield là một thành phố thuộc quận Mahoning, tiểu bang Ohio, Hoa Kỳ. Năm 2010, dân số của thành phố này là 7515 người.

## Dân số
- Dân số năm 2000: 7374 người.
- Dân số năm 2010: 7515 người.